# Caecognathia dolichoderus
Caecognathia dolichoderus är en kräftdjursart som beskrevs av Cohen och Gary C.B. Poore 1994. Caecognathia dolichoderus ingår i släktet Caecognathia och familjen Gnathiidae. Inga underarter finns listade i Catalogue of Life.